# Spantekow
Spantekow er en by og kommune i det nordøstlige Tyskland, beliggende i Amt Anklam-Land i den centrale del af Landkreis Vorpommern-Greifswald. Landkreis Vorpommern-Greifswald ligger i delstaten Mecklenburg-Vorpommern, og Spantekow er beliggende på grænsen mellem Vorpommern og Mecklenburg.
Kommunen har siden 1. januar 2005 været administrationsby for Amt Anklam-Land og var før i tiden sæde for Amt Spantekow.

## Geografi
Spantekow er beliggende på en geestflade mellem den nedre del af floderne Peene og Landgraben. Bundesstraße B 197 passerer øst for kommunen, og B 199 strejfer den nordlige del af kommunen. Sidstnævnte hovedvej kommer fra tilkørslen Anklam ved motorvejen A 20 vest for kommunen, og går videre mod byen Anklam, omkring 15 kilometer mod nordøst.
I kommunen ligger ud over Spantekow, disse landsbyer:
| - Dennin - Drewelow - Fasanenhof - Janow - Japenzin | - Neuendorf B - Rehberg - Rebelow - Schwerinshorst |

Samtidig med kommunalvalget i Mecklenburg-Vorpommern 7. juni 2009 blev de tidligere selvstændige kommuner Japenzin og Drewelow indlemmet i Spantekow. 1. Januar 2012 fulgte også kommunen Neuendorf B.

## Eksterne kilder og henvisninger
1. ↑  StBA: Änderungen bei den Gemeinden Deutschlands, siehe 2009, 2. Liste

- Wikimedia Commons har flere filer relateret til Spantekow
- Byens side Arkiveret 26. marts 2017 hos  Wayback Machine på amtets websted
- Statistik Arkiveret 26. marts 2017 hos  Wayback Machine